# New Plymouth
New Plymouth (Maori: Ngāmotu), is een stad in de regio Taranaki in Nieuw-Zeeland. Het is tevens de hoofdstad van de regio.
In de regio zijn veel melkveehouderijen, evenals omvangrijke olie-industrie.

## Geschiedenis
In 1828 startte Richard "Dicky" Barrett een handelspost. Barrett handelde met de lokale Maori en bemiddelde in de verkoop van hun land aan de New Zealand Company. De eerste immigranten arriveerden op 31 maart 1841. Er waren veel conflicten tussen de immigranten en Maori over de eigendom van het land, wat resulteerde in enkele oorlogen.
In 1852 werd de Provincie van New Plymouth uitgeroepen met een oppervlakte van 400.000 hectare. Vijf jaar later werd de naam van de provincie gewijzigd in Taranaki. In 1913 had de plaats bijna 8.000 inwoners en in 1949 werd New Plymouth een stad.

## Industrie
In 1865 kwam de olie-industrie in New Plymouth op gang nadat aan de kust kleine sporen ruwe olie gevonden werden. In 1913 opende een raffinaderij, maar de productie werd in 1972 gestaakt. Eind jaren 70 kwam de productie van aardgas op gang; dit leidde tot een bloeiende petrochemische industrie.

## Klimaat
New Plymouth heeft een warm gematigd klimaat. De zomer temperaturen liggen rond de 22°C, in de winter is het overdag 13°C. De gemiddelde jaarlijkse regenval is 1432 mm.